# Diphyllodes
Genre
Diphyllodes est un genre d'oiseaux de la famille des Paradisaeidae.

## Liste des espèces
Selon la classification de référence du Congrès ornithologique international (version 6.4, 2016) :
- Diphyllodes magnificus (Forster, JR, 1781)
  - Diphyllodes magnificus chrysopterus (Elliot, DG, 1873)
  - Diphyllodes magnificus hunsteini (Meyer, AB, 1885)
  - Diphyllodes magnificus magnificus (Forster, JR, 1781)
- Diphyllodes respublica (Bonaparte, 1850)